# سبط (عائلة)
السبط في اللغة هو أحد أولاد الابن أو الابنة ولكن تغلب على ولد البنت مقابل الحفيد التي تغلب على ولد الابن، وجمعها أسباط. [محل شك].

## سبط في القرآن
الأسباط في القرآن: هم طوائف بني إسرائيل الاثنا عشر أولاد يعقوب بن إسحاق. قال الله تعالى:﴿وَمِنْ قَوْمِ مُوسَى أُمَّةٌ يَهْدُونَ بِالْحَقِّ وَبِهِ يَعْدِلُونَ ۝١٥٩ وَقَطَّعْنَاهُمُ اثْنَتَيْ عَشْرَةَ أَسْبَاطًا أُمَمًا وَأَوْحَيْنَا إِلَى مُوسَى إِذِ اسْتَسْقَاهُ قَوْمُهُ أَنِ اضْرِبْ بِعَصَاكَ الْحَجَرَ فَانْبَجَسَتْ مِنْهُ اثْنَتَا عَشْرَةَ عَيْنًا قَدْ عَلِمَ كُلُّ أُنَاسٍ مَشْرَبَهُمْ وَظَلَّلْنَا عَلَيْهِمُ الْغَمَامَ وَأَنْزَلْنَا عَلَيْهِمُ الْمَنَّ وَالسَّلْوَى كُلُوا مِنْ طَيِّبَاتِ مَا رَزَقْنَاكُمْ وَمَا ظَلَمُونَا وَلَكِنْ كَانُوا أَنْفُسَهُمْ يَظْلِمُونَ ۝١٦٠﴾.

## سبط في التاريخ
مصطلح الأسباط في الحديث النبوي : يطلق على السبطين الحسن بن علي بن أبي طالب، والحسين بن علي بن أبي طالب.

## التمايز بين سبط وحفيد
كانت كلمة الحفيد تُطلق سابقاً على اليد اليمنى وأما كلمة السبط فكانت تُطلق على اليد اليسرى.
ومن المُتعارف عليه سابقا وإلى الآن أن ولد الولد هو الذي يرث أباه بالإسم والثروة وينقلها إلى أولاده من بعده. أما البنت فلا تورّث اسم أبيها لأبنائها وإنما يحمل أبناؤها اسم والدهم. ويعتمد الجد على أبنائه، وأبناء أبنائه في كل شي; فيعتبرون كاليد اليمنى له (لأن المتعارف عليه أن الإنسان يعتمد على يده اليمنى في العمل أكثر من اليسرى) فلهذا السبب يطلق على ولد الولد بالحفيد أما ولد البنت فهم لآبائهم وآباء آبائهم ولا يساعدون آباء أمهاتهم إلا القليل (مثل اليد اليسرى) فلهذا السبب يطلق على ولد البنت بالسبط.
والدليل أن الرسول محمد كان ينادي الحسن والحسين وهما ابنا إبنته فاطمة الزهراء بالسبطين.